# Закон Эммета Тилла о борьбе с линчеванием
Закон Эммета Тилла о борьбе с линчеванием (англ. Emmett Till Antilynching Act) — федеральный закон США, квалифицирующий линчевание как федеральное преступление на почве ненависти и увеличивающий максимальное наказание до 30 лет лишения свободы за ряд преступлений, совершённых по мотиву ненависти.
Закон был одобрен Палатой представителей США 28 февраля 2022 года, Сенатом США — 7 марта 2022 года и подписан президентом Джо Байденом 29 марта 2022 года.

## Предпосылки
Законопроект был назван в честь 14-летнего Эмметта Тилла, которого линчевали в Миссисипи в 1955 году, что вызвало национальное и международное возмущение после того, как фотографии его изуродованного трупа были опубликованы в ориентированных на чернокожих печатных изданиях.
Федеральный законопроект о борьбе с линчеванием обсуждался уже более века и предлагался сотни раз. Среди прошлых попыток, прошедших хотя бы одну законодательную палату, — законопроект Дайера о борьбе с линчеванием, законопроект Костигана-Вагнера и закон о правосудии для жертв линчевания.

## Конгресс 116-го созыва
3 января 2019 года представитель Бобби Раш внёс законопроект H.R. 35 на рассмотрение 116-го Конгресса США. 31 октября 2019 года комитет Палаты представителей по вопросам судопроизводства представил отчёт по законопроекту, и 26 февраля 2020 года Палата представителей приняла его 410 голосами против 4. 
В июне 2020 года, во время протестов и гражданских беспорядков из-за убийства Джорджа Флойда, законопроект рассматривался в Сенате. Однако сенатор Рэнд Пол не позволил принять его единогласным решением, так как считал формулировку законопроекта слишком широкой. Он утверждал, что закон будет включать нападения, которые недостаточно серьёзны, чтобы считаться «линчеванием», и что это «обесценит значение линчевания, если оно будет определяться настолько широко, что будет включать в себя небольшой синяк или ссадину». Пол предложил поправку, которая устанавливала бы стандарт «тяжкого телесного повреждения» для квалификации преступления как линчевание.
Лидер демократов в Палате представителей Стени Хойер раскритиковал позицию Рэнда Пола, написав в Твиттере: «Позор, что один сенатор от Республиканской партии препятствует тому, чтобы этот законопроект стал законом». Тогдашний сенатор Камала Харрис добавила, что «сенатор Пол сейчас пытается ослабить уже принятый законопроект — для этого нет никаких оснований», призывая отклонить поправку.

## Конгресс 117-го созыва

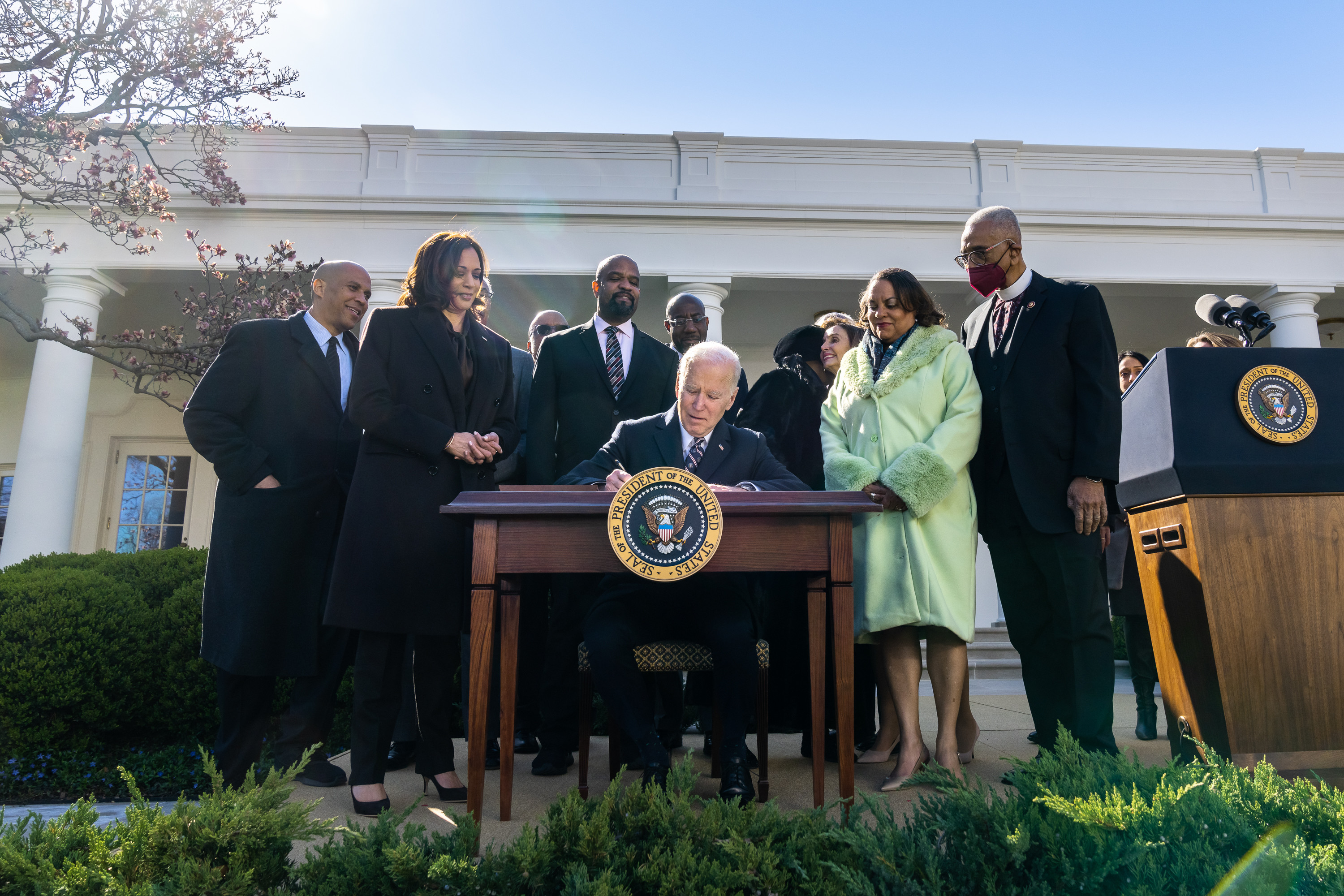
Президент Джо Байден подписывает Закона Эммета Тилла о борьбе с линчеванием в Розовом саду Белого дома 29 марта 2022 года

Представитель Бобби Раш повторно внёс законопроект H.R. 55 на рассмотрение 117-го Конгресса США, на этот раз с поправкой о «серьёзном телесном повреждении». 28 февраля 2022 года Палата представителей приняла его 422 голосами против 3. Против проголосовали республиканцы Эндрю Клайд, Томас Масси и Чип Рой. Законопроект был представлен в Сенате сенатором Кори Букером и поддержан сенаторами Рэндом Полом, Тимом Скоттом и Рафаэлем Уорноком. Сенат принял его единогласным решением 7 марта 2022 года. Лидер демократов в Сенате Чак Шумер после принятия законопроекта заявил: «После более чем 200 неудачных попыток объявить суд Линча вне закона Конгресс наконец преуспел, предприняв давно назревшие действия и приняв Закон о борьбе с линчеванием имени Эмметта Тилла. Аллилуйя. Это давно должно было произойти». Президент Джо Байден подписал закон 29 марта 2022 года.

## Текст
В соответствии с этим актом, были внесены дополнительные положения в §249 (a) («Преступления на почве ненависти») раздела 18 Свода законов США: 
(5) ЛИНЧЕВАНИЕ. Лицо, вступившее в сговор с целью совершения любого преступления, предусмотренного пунктами (1), (2) или (3), при условии, что в результате преступления наступила смерть или была причинена серьёзная телесная травма (как определено в §2246 настоящего раздела), приговаривается к лишению свободы на срок не более 30 лет, штрафу в соответствии с настоящим разделом или к обоим видам наказания.

(6) ДРУГИЕ СГОВОРЫ. Лицо, вступившее в сговор с целью совершения любого преступления, предусмотренного пунктами (1), (2) или (3), при условии, что в результате преступления наступила смерть или была причинена серьёзная телесная травма (как определено в §2246 настоящего раздела), или если преступление включает похищение или попытку похищения, сексуальное насилие при отягчающих обстоятельствах или попытку совершения сексуального насилия при отягчающих обстоятельствах или попытку убийства, приговаривается к лишению свободы на срок не более 30 лет, штрафу в соответствии с настоящим разделом или к обоим видам наказания.